# Tavolara-Archipel
Der Tavolara-Archipel oder die Tavolara-Inselgruppe ist eine Gruppe von zwei größeren und einigen kleinen Inseln und Felsen vor der nördlichen Ostküste Sardiniens, südlich des La-Maddalena-Archipels etwa zwischen Capo Ceraso nördlich und Punta Coda Cavallo südlich. Benannt ist er nach der größten Insel Tavolara, die auch als einzige bewohnt ist.
Die gesamte Fläche ist seit 1997 als Meeresschutzgebiet Tavolara Punta Coda Cavallo ausgewiesen. Die östliche Südküste Tavolaras und die kleine Felseninsel Molarotto mit dem sie umgebenden Meer sind vollständig geschützt, das heißt, der Aufenthalt ist dort gänzlich verboten. Sowohl auf den Inseln als auch im umgebenden Meer gibt es eine reiche Fauna seltener oder gefährdeter Arten, so Krähenscharbe, Korallenmöwe und Mittelmeer-Sturmtaucher, eine blau gefärbte Unterart der Tyrrhenischen Mauereidechse, die auf Molarotto endemisch ist, sowie Meeressäuger wie Rundkopfdelfin und Pottwal, als großer Vertreter der Knorpelfische außerdem den Riesenhai.
| Name                            | Anmerkungen        | Fläche   | Lage                         | Bild |
| ------------------------------- | ------------------ | -------- | ---------------------------- | ---- |
| Barca Sconcia                   |                    |          | 40° 55′ 3″ N, 9° 38′ 50″ O   |      |
| Tavolara                        |                    | 4,70 km² | 40° 54′ 26″ N, 9° 42′ 56″ O  |      |
| Isolotto dei Topi / Isola Verde |                    |          | 40° 53′ 48″ N, 9° 40′ 30″ O  |      |
| Spalmatore / Isola dei Porri    |                    |          | 40° 53′ 38″ N, 9° 40′ 5″ O   |      |
| Isola del Fico                  |                    |          | 40° 52′ 31″ N, 9° 42′ 28″ O  |      |
| Isola Piana di Tavolara         |                    | 0,13 km² | 40° 53′ 18″ N, 9° 39′ 6″ O   |      |
| Isola dei Garofani              |                    |          | 40° 53′ 10″ N, 9° 38′ 0″ O   |      |
| Isola dei Cavalli               |                    |          | 40° 53′ 8″ N, 9° 38′ 25″ O   |      |
| Reulino / Isolotto Rosso        |                    |          | 40° 52′ 40″ N, 9° 40′ 17″ O  |      |
| Molarotto                       |                    |          | 40° 52′ 28″ N, 9° 46′ 41″ O  |      |
| Molara                          |                    | 3,48 km² | 40° 52′ 8″ N, 9° 43′ 40″ O   |      |
| Cana                            |                    |          | 40° 51′ 52″ N, 9° 40′ 37″ O  |      |
| I tre fratelli / I Cerri        | drei kleine Felsen |          | 40° 51′ 43″ N, 9° 45′ 42″ O  |      |
| L’Isoledda                      |                    |          | 40° 51′ 1,5″ N, 9° 41′ 29″ O |      |
| Proratora                       |                    |          | 40° 50′ 47″ N, 9° 43′ 23″ O  |      |